# .ck
.ck is het achtervoegsel van domeinnamen van de Cookeilanden.
Registraties zijn mogelijk in deze categorieën:
- .co.ck: bedrijven
- .org.ck: organisaties zonder winstoogmerk
- .edu.ck: educatieve instellingen
- .gov.ck: overheidsinstellingen
- .net.ck: internetproviders
- .gen.ck:
- .biz.ck: bedrijfsgerelateerde pagina's over de Cookeilanden
- .info.ck: informatieve pagina's over de Cookeilanden